# Flammenwerfer 40
Flammenwerfer 40 (Flammenwerfer klein, verbessert) – niemiecki plecakowy miotacz ognia z okresu II wojny światowej.

## Historia konstrukcji
Podstawowym plecakowym miotaczem ognia używanym przez jednostki Wehrmachtu w chwili wybuchu wojny był ciężki, ważący 35,8 kg Flammenwerfer 35. Dążąc do redukcji masy miotacza i chcąc uczynić go wygodniejszym w użyciu, w 1940 roku skonstruowano Flammenwerfer 40 z pierścieniowym zbiornikiem ciśnieniowym, oparty na konstrukcji drugiego typu niemieckiego miotacza (Wex) z I wojny światowej. Oficjalnym oznaczeniem było Flammenwerfer klein, verbessert – „miotacz ognia mały, ulepszony”, lecz określany jest także jako Flammenwerfer 40. Nowy miotacz sprawdził się jeśli chodzi o masę (był dokładnie 14,5 kg lżejszy od swojego poprzednika – ważył 21,3 kg) i wygodę (okrągły kształt był lepiej dopasowany do pleców żołnierza). Jednak testy poligonowe wykazały bardzo dużą podatność na uszkodzenie zbiorników w warunkach polowych, co spowodowało zaprzestanie dalszej produkcji. Wyprodukowane miotacze trafiły do oddziałów frontowych, gdzie szybko zostały wyparte przez jeszcze praktyczniejszy Flammenwerfer 41.

## Opis konstrukcji
Mieszanka zapalająca o objętości 7,5 l znajdowała się w zewnętrznym pierścieniowym zbiorniku ciśnieniowym, o kształcie opony, umieszczonym na szelkach nośnych. W wewnętrznym kulistym zbiorniku znajdowało się 5 litrów sprężonego azotu (pod ciśnieniem 25 atmosfer) używanego do miotania mieszanki zapalającej. Za pośrednictwem gumowego węża z metalowym oplotem mieszanka zapalająca trafiała do długiej rury z zaworem spustowym, zakończonej elektryczną prądownicą. Obsługa była jednoosobowa (w odróżnieniu od miotacza Wex z I wojny światowej). Z miotacza tego typu można było oddać około 8–10 jednosekundowych "strzałów ogniowych" na odległość 25–30 m. Jako mieszankę zapalającą stosowano zazwyczaj mieszankę ciężkiego i lekkiego oleju smołowego Flammöl 19.